# 許皓鋐
許 皓鋐（きょ こうこう、Hsu Hao-hung、2001年4月30日 - ）は、台湾の囲碁棋士。新竹市出身、台湾棋院に所属、九段。友士杯十段戦7連覇、国手戦5連覇、アジア大会男子個人戦金メダルなど。2022年には台湾で初の八冠となる。

## 経歴
4歳で囲碁を覚える。2011年「100年度桃園県中壢市市長杯オープン戦」六段部、「栄三杯全国小学生棋王戦」小学部、「新北市紅面棋王杯全国囲棋オープン戦」六段部で優勝。2012年ワールドマインドスポーツゲームズユース個人3位。2013年初段。2014年二段。2015年中華職協新鋭隊に加入、海峰杯ベスト8。
2016年三段、春蘭杯世界囲碁選手権戦に台湾代表として出場、十段戦で挑戦者となるが蕭正浩に0-3で敗れる。2017年四段、新人王戦優勝、碁聖戦決勝で林君諺を2-1で破り優勝し、これにより五段昇段。2018年陜川郡世界U17英才戦に出場し1勝2敗の成績。2018年海峰杯、友士杯十段戦優勝し、2019年にそれぞれ2連覇。2019年には中国の倡棋杯戦に出場しベスト16、六段。2020年春蘭杯ベスト8進出により七段昇段、応昌期杯でもベスト8。2021年には海峰杯、十段戦、国手戦、名人冠軍戦、UMC聯電杯の五冠を達成。
2022年八段、九段昇段、UMC聯電杯、天元戦、棋王戦を加えて台湾囲碁史上初の八冠王を達成。
2023年、杭州で開かれたアジア大会の囲碁男子個人戦において、韓国の朴廷桓、申眞諝、中国の柯潔を連破し金メダルを獲得した。2024年には応昌期杯世界プロ囲碁選手権戦でベスト4進出。
中国囲棋リーグには2017年から海峰棋院チームなどで丙級、乙級に出場。2020年には上海チームで甲級出場。韓国囲碁リーグで2022年には台湾・寶島チームで出場、2023年には霊岩チームで出場。

### タイトル歴
- 2022年アジア競技大会の囲碁競技 2023年男子個人戦
- 中環碁聖戦 2017、2019-20、2023-24年
- 新人王戦 2017年
- 台北市中正杯囲棋オープン戦 2017年
- 大成杯全国囲棋棋戦戦 2017年
- 海峰杯プロ囲棋戦 2018、19、21-22年
- 友士杯十段戦 2018-24年（7連覇）
- 国手戦 2019-23年（5連覇）
- 棋王戦 2020、2022-23年
- 名人冠軍戦 2021-22、2024年
- UMC聯電杯快棋争覇戦 2021-22、2024年
- 天元戦 2022-24年
- 聯電杯プロ囲棋戦 2022-23年

### 他の棋歴
国際棋戦
- 応昌期杯世界プロ囲碁選手権戦 2024年ベスト4、2020年ベスト8
- LG杯朝鮮日報棋王戦 2025年ベスト4
- 春蘭杯世界囲碁選手権戦 2020年ベスト8
- 国手山脈杯国際囲棋戦個人戦 2021年ベスト8
- ワールドマインドスポーツゲームズ 2012年 ユース個人戦3位、団体戦準優勝
- 陜川郡招待河燦錫国手杯英才囲碁大会世界U17英才戦 2018年 1-2（◯陳豪鑫、×大西竜平、×朴炫洙）
- おかげ杯国際新鋭対抗戦 2017年4位、2019年4位
- グロービス杯世界囲碁U-20 2018年ベスト8
- IMSAエリートマインドゲームズ 2019年男子団体戦4位(3-2)

国内棋戦、その他
- 友士杯十段戦 挑戦者 2016年
- 中環碁聖戦 準優勝 2018年
- 棋王戦 挑戦者 2018年
- 名人優勝戦 準優勝 2020年
- 年終配封快棋表演戦 準優勝 2021年（盧鈺樺とペア）
- 中国囲棋リーグ
  - 2017年丙級（海峰棋院）6-2
  - 2018年丙級（海峰棋院）4-3
  - 2019年乙級（環旭電子宝島）2-5
  - 2020年甲級（上海清一）4-9
  - 2021年甲級（上海建橋学院）4-6
  - 2022年甲級（拉薩棋院）0-5
  - 2023年乙級（環旭電子宝島寶島）5-3
  - 2024年甲級（玲瓏輪胎山東）
- 韓国囲碁リーグ
  - 2022-23年（寶島精鋭隊）8-7
  - 2023-24年（馬韓心臓霊岩）2-2

## 注
1. ↑  海峰棋院「2021/12/30 新一代UMC快棋王出爐！許皓鋐連續兩年衛冕台灣圍棋五冠王」
2. ↑  台湾棋院「第十八屆『國手賽』國手頭銜挑戰賽 許皓鋐國手衛冕成功 達成四連霸」2022.12.20